# Epidromia saturatior
Epidromia saturatior là một loài bướm đêm trong họ Erebidae.